# Parco naturale del Monte Barro
Il parco naturale del Monte Barro è un'area naturale protetta gestita da un consorzio con sede a Galbiate.

## Territorio
La superficie del Parco si estende su tutto il monte Barro, un rilievo calcareo-dolomitico incastonato tra il lago di Como, il lago di Garlate e il lago di Annone. Data la sua posizione isolata dai monti circostanti, ha permesso di mantenere delle peculiarità che l'hanno portato ad essere definito sito di importanza comunitaria ossia una delle aree europee ritenute di maggior importanza per la conservazione della natura.
L'Eremo Monte Barro, già parte delle fortificazioni altomedievali, venne ampiamente modificato in età rinascimentale, e successivamente adibito a scopi religiosi. Nel complesso è presente una cappella dedicata a san Vittore. Le strutture, già utilizzate come albergo, vennero utilizzate nella prima metà del XX secolo come sanatorio per le persone che soffrivano di problemi all'apparato respiratorio o avevano la tubercolosi. Caduto in disuso, l'edificio è stato riadattato alle nuove esigenze in anni recenti.

## Flora
L'area protetta è estremamente interessante da un punto di vista botanico, con oltre 1.000 specie di piante in meno di 700 ha, è un esempio di biodiversità naturale difficilmente riscontrabile in Lombardia. Le origini di questa biodiversità si possono imputare sia alla presenza di diversi ambienti (praterie, boschi, rupi ecc.) che alla particolare storia del sito, sono infatti presenti rare specie preglaciali, la cui presenza è imputabile all'isolamento portato in epoche remote dai ghiacciai, e in epoche più recenti dagli specchi d'acqua che si sono formati al ritiro degli stessi. L'eccezionale biodiversità floristica del monte è all'origine della costituzione del Centro Flora Autoctona della Lombardia, gestito dal Consorzio Parco su mandato regionale.

## Fauna
La presenza di un sistema carsico con abbondanti acque sotterranee da cui originano sorgenti e  ruscelli, consente la presenza di diverse interessanti specie di invertebrati, primo fra tutti il gambero di fiume (Austropotamobius italicus), discretamente presente soprattutto sul versante orientale del Barro e recentemente oggetto di un riuscito progetto di reintroduzione.
I torrenti sono caratterizzati da un popolamento  diversificato, rappresentato soprattutto da diverse specie di ditteri, tricotteri ed efemerotteri.
Le diverse sorgenti presenti costituiscono un habitat fondamentale per diverse specie, tra cui la relativamente comune salamandra pezzata (Salamandra salamandra) e il gasteropode idrobioideo Graziana alpestris 
Alzando lo sguardo, si scorgono spesso il gheppio, la poiana o il nibbio bruno, tre rapaci che nidificano sulle rupi; il falco pellegrino, l'albanella reale ed il corvo imperiale (in inverno) sono altri uccelli che si possono notare mentre si librano sfruttando le correnti ascensionali.

## Punti di interesse
Un altro sito del parco di particolare interesse è il parco archeologico dei Piani di Barra, ove è possibile visitare i resti archeologici di fortificazioni tardo romane, e utilizzate dagli Ostrogoti alla caduta dell'Impero romano d'Occidente.

## Strutture
La sede del parco è collocata in Galbiate, presso Villa Bertarelli, dove ha sede anche il centro regionale Flora Autoctona della Lombardia. In località eremo del Monte Barro, nel centro parco per l'educazione ambientale, sono stati realizzati il principale centro visite del parco (dotato di un ostello e bar-ristorante), un'aula didattica e il Museo archeologico del Barro, che espone i principali reperti rinvenuti nelle campagne di scavo archeologico.
In località Camporeso si trova il Museo Etnografico dell'Alta Brianza.  

## Le scuole nel parco
Il Parco Monte Barro costituisce un luogo speciale per la realizzazione di attività educative sui temi dell'ecologia, delle strategie di conservazione della natura e per lo sviluppo sostenibile, nonché per la conoscenza delle culture di un territorio capaci di stimolare confronti e riflessioni sul passato e sul presente. 
Il ventaglio delle proposte spazia dai temi naturalistici a quelli antropologici, da quelli archeologici a quelli storici, proponendo laboratori legati alle ricerche condotte in questi diversi ambiti, anche attraverso esperienze lungo i sentieri del Parco o soggiorni educativi presso l’Ostello Parco Monte Barro.
Si possono prenotare interventi in classe, escursioni e attività pratiche sul campo e nelle varie strutture e destinazioni del Parco (il Centro Visitatori all'Eremo, le due aule didattiche, la Stazione Ornitologica di Costa Perla, il Museo Etnografico dell’Alta Brianza e il Museo Archeologico del Barro, le Aree archeologiche dei Piani di Barra e di Monte Castelletto, la Chiesa incompiuta di San Michele, il Centro Studi della flora autoctona).
È possibile inoltre costruire progetti insieme agli insegnanti, per andare incontro alle specifiche esigenze della classe valorizzando nel contempo l’esperienza e i suggerimenti dei docenti.
Non va dimenticata infine la possibilità, pernottando all'Ostello, di unire alla visita al Parco Monte Barro una o più visite ad altri luoghi di elevato valore naturalistico, storico, paesaggistico, del territorio lecchese, che si trovano in prossimità del Parco.